# Augusta dos Vindélicos
Augusta dos Vindélicos (em latim: Augusta Vindelicorum; em grego: Αὐγούστα Οὐενδελικῶν; romaniz.: A̓v̱goústa Ouendelikó̱n) ou Augusta Vindélica (em latim: Augusta Vindelica) foi uma cidade da Roma Antiga, capital de Vindelícia ou Récia Segunda, situada sobre os rios Lico (atual Lech) e Vindo (atual Wertach). Foi fundada pelo imperador Augusto (r. 27 a.C.–14 d.C.) em 14 a.C., após a conquista da Récia por Nero Cláudio Druso e Tibério no ano anterior. Não há dúvidas de que Tácito ao proferir a frase splendidissima Raetiae provinciae colonia está fazendo referência a Augusta dos Vindélicos. O domínio romano perdurou até o século IV, quando os romanos abandonaram-na para os invasores alamanos.